# اتصال استان فارس به خلیج فارس

استان‌ها و شهرستان‌های ایران در ۱۲۸۷

استان‌ها و شهرستان‌های ایران در ۱۳۳۵

اتصال استان فارس به خلیج فارس طرحی است که به جداسازی بخش‌هایی از شهرستان پارسیان در استان هرمزگان و الحاق آن به شهرستان لامرد در استان فارس یا بازگرداندن دوباره بخش‌هایی از قسمت‌های جداشده از استان فارس در کنار خلیج‌فارس اشاره دارد که در اواخر دولت دوم محمود احمدی‌نژاد به تصویب رسید.
در اواخر دولت دهم جدایی بنادر از استان فارس و حکم استانداری به هر یک از شهرهای  هرمزگان و بوشهر 

## نمای کلی
بر مبنای این طرح پنج روسو نبود بنادری تحت حوضه استحفاظی فارس تای صورباش، فارسی، اکبری، تمبو جنوبی و تمبو شمالی از بخش کوشکنار تابع شهرستان پارسیان در استان هرمزگان جدا شده و به دهستان حومه (ترمان) از بخش مرکزی شهرستان لامرد استان فارس ملحق می‌شود. این منطقه دارای چند اسکله و چند ناحیه ساحلی است که بدین ترتیب این طرح باعث همجواری استان فارس با ۶ کیلومتر از ساحل خلیج‌فارس و عدم همجواری استان هرمزگان با استان بوشهر و منطقه ویژه اقتصادی پارس جنوبی می‌شود.

## روند اجرا
۹ مهر ۱۳۹۲ صادق عابدین، استاندار فارس، خبر از پیوستن روستاها به استان فارس داد که منجر به بروز اعتراضاتی در استان هرمزگان شد. عصر و شب ۱۶ مهر دست کم ۵۰۰۰ نفر از مردم بندرعباس در مقابل استانداری هرمزگان تجمع کردند. صبح روز بعد مقامات هرمزگان از توقف این الحاق خبر دادند و دولت حسن روحانی محمد احمدی را به جای عابدین به استانداری فارس منصوب کرد. محمد علی افشانی استاندار بعدی فارس، در نوامبر ۲۰۱۵، خبر داد این استان به زودی به خلیج‌فارس متصل خواهد شد.

## پیامدها

### موافقان
بانیان و موافقین این طرح، «تأمین امنیت بیشتر دریاهای جنوب، تسریع در توسعه مناطق ساحلی جنوب، بالفعل کردن ظرفیت تجاری این نوار از کشور، با مسمی شدن نام خلیج‌فارس و افزایش معابر استراتژیک به دریاهای آزاد» را از اهداف و دلایل این طرح اعلام کرده‌اند.

### مخالفان
مخالفان این طرح معتقدند دلیل محرومیت منطقه باید ریشه‌ای حل شود نه از طریق انتقال این منطقه به استان فارس. به اعتقاد مخالفان رفتار مسئولین دو استان به گونه‌ای بوده‌است که انگار این دو استان زیر نظر دو دولت مختلف اداره شده و قرار است فقط به یک استان توجه ویژه شود.
علی قاسمی، عضو شورای شهر کوشکنار جوابیه‌ای برای جعفر قادری نوشته‌است و به دلایل وی پاسخ داده‌است.

#### فاصله زیاد به مرکز بخش
به نوشتهٔ قاسمی، با وجودی که طبق قانون تقسیمات کشوری، روستاهای تابعه هر بخش باید کمترین فاصله را نسبت به مرکز بخش داشته باشند، روستاهای فوق با لامرد فارس بیش از صد کیلومتر است و باعث سرگردانی و نارضایتی مردم روستاها خواهد شد در حالی که فاصلهٔ آن‌ها به مرکز بخش کوشکنار ۵/۲ کیلومتر و با مرکز شهرستان پارسیان کمتر از ۳۰ کیلومتر فاصله دارند.
به گفته نماینده پارسیان در صورت انجام این انتقال مرکز استان یعنی شیراز، از این مناطق بین ۵۰۰ تا ۶۰۰ کیلومتر فاصله خواهد داشت.

#### از دست دادن مزیت همجواری با بوشهر
مسئولان استانی و نمایندگان هرمزگان بر این باورند که با الحاق ۵ روستای مرزی هرمزگان امتیاز همجواری هرمزگان با پارس جنوبی از دست خواهد رفت و به این ترتیب پارسیان و کوشکنار از امتیاز پارس‌جنوبی برای به‌کارگیری نیروهای بومی و تخصیص اعتبارات عمرانی محروم خواهند شد. به نوشتهٔ علی قاسمی، تمامی منابع درآمدی ایجادکننده عمران و آبادی منطقه غرب هرمزگان را از آن فارس خواهد کرد و این کار موجب توقف توسعه همه‌جانبهٔ غرب هرمزگان خواهد شد.

#### نابودی پارک ملی نایبند
به نوشتهٔ قاسمی، مسئولین استان فارس هدف خود از الحاق این پنج روستا را ایجاد بندر آزاد و منطقه ویژه اقتصادی در این محدوده اعلام کرده‌اند که نیازمند خاک برداری و خاک ریزی در سطح بسیار وسیع و دگرگونی وسیع در ساختار محیط زیست است. این در حالی ست که به گفتهٔ نمایندهٔ پارسیان «مناطقی که در مصوبه دولت دهم به عنوان بخش‌هایی از هرمزگان برای جداسازی در نظر گرفته شده و مصوب شده‌است، شامل ۴ کیلومتر از سواحل مرجانی پارسیان و در مجموع ۱۰۰ کیلومتر مربع از اراضی منطقه کوشکنار در غرب پارسیان است که بسیاری از این مناطق تحت مدیریت پارک ملی – بین‌المللی نایبند به‌شمار می‌رود و اساساً دست‌اندازی در حد جابجایی مقداری از خاک این منطقه امکان‌پذیر نیست چه برسد که برخی بخواهند در تصور ایجاد بندر و جاده و تأسیسات در آن باشند» به گفتهٔ او زمین‌های این مناطق متعلق به روستاییان منطقه است که انبوهی نامه در مخالفت با این انتقال به مسئولین نوشته‌اند.

#### محرومیت ساحل‌نشینان بیشتر از دریا
به نوشته قاسمی، به دلیل ناممکن بودن تعیین دقیق خطوط مرزی در دریا، «استان فارس تحت عناوین گوناگون بیشتر مرزهای دریایی پارسیان یا احتمالاً بوشهر را در اختیار خواهد گرفت در این صورت مرزنشینان دریا دل و ساحل نشین از نعمت عظیم خدادادی دریا محروم خواهند شد و این نعمت از آن استانی می‌شود که نزدیکترین شهرستان آن بیش از صد کیلومتر با دریا فاصله دارد و غرب پارسیان که در مجاورت دریا قرار دارد باید از این نعمت خدادادی دریا محروم شود» و این می‌تواند به بیکاری بین صیادان منجر شود.

#### ملی بودن نام خلیج‌فارس
به نوشته قاسمی، خلیج‌فارس نامی ملی و فرامنطقه‌ای است و هیچ استانی حق ندارد آن را برای خود مصادره کند. به گفته ابوالقاسم جراره نماینده بندرعباس «خلیج‌فارس متعلق به همه مردم ایران است، این که بخواهیم به دلیل آمدن نام فارس در خلیج بخشی از ساحل خلیج‌فارس را به استان فارس واگذار کنیم منطقی نیست.»

## واکنش‌ها
جدا کردن بخشی از استان هرمزگان، باعث اعتراضات جمعی از مردم در شهرهای این استان شد که منجر به بازداشت عده‌ای شد. این اعتراضات با حمایت چهره‌هایی چون رضا صادقی و صادق رضایی و نمایندگان این استان در مجلس همراه شد، که اعلام کردند اجرای این تصمیم متوقف شده‌است.
احمد جباری نمایندهٔ غرب هرمزگان (از جمله پارسیان) اعلام کرده با جدیت در جهت لغو این طرح تلاش خواهد کرد. به گفتهٔ او، ابراهیم عزیزی، استاندار هرمزگان، به این دلیل که اهل استان فارس است این مصوبه را تأیید کرده‌است.
رضا صادقی خواننده بندرعباسی اضمن حمایت از مردم هرمزگان در این خصوص گفت: «در این سال‌ها شاهد کم شدن بخش‌هایی از این استان بوده‌ایم و فکر می‌کنم با این روند باید برویم در دریا زندگی کنیم و در این خصوص من با مردم هرمزگان همراه خواهم بود.»
غلامعلی نعیم آبادی نماینده ولی فقیه در استان هرمزگان و امام‌جمعه بندرعباس مخالفت خود با این طرح را اعلام کرده و خواهان توقف آن شده‌است.
عبدالکریم هاشمی نخل ابراهیمی، نمایندهٔ شهرستان‌های میناب، رودان، جاسک، سیریک و بشاگرد در مجلس در نطق میان دستور خود گفت که این طرح برای کشور نفعی ندارد، مردم هرمزگان را نگران کرده، آنان «مثل مردم فلسطین» تحت ظلم قرار گرفته‌اند و پلیس ضد شورش عدهٔ زیادی از جوانان را کتک زده و بازداشت کرده‌است. او به وزارت کشور هشدار داد مردم را بیش از این عصبانی نکنند.
۱۸۶ نماینده مجلس در نامه‌ای از حسن روحانی خواستند مصوبه را که «ناپخته است و باعث تنش شده» لغو کند.
به گفتهٔ محمد آشوری تازیانی نماینده بندرعباس اکثریت نمایندگان مجلس حتی اکثر نمایندگان استان فارس به جز «چند تن که منافعشان در اجرای این طرح بود» موافق نمایندگان هرمزگان بوده و نامه را امضا کرده‌اند.
نمایندگان استان هرمزگان اعلام کرده‌اند در صورت باقی ماندن این مصوبه به‌طور دسته‌جمعی استعفا خواهند داد.
- جبهه متحد اصولگرایان هرمزگان متشکل از جامعه روحانیت، جمعیت رهپویان انقلاب اسلامی، جمعیت ایثارگران، جمعیت موتلفه و جامعه اسلامی مهندسین و جبهه پیروان و رهبری با این طرح مخالفت کرد.[۲۹]
- نماینده تشکل‌های سیاسی اصلاح طلب پاسخگویی به سئوالات مردم را وظیفه مسئولان دانست و از نحوهٔ برخورد با مردم انتقاد کرد.[۳۰]
- واکنش مسئولین شهرستان مُهر مردم و مسئولین شهرستان مُهر در جنوب فارس که در همجواری مناطق الحاقی و شهرستان لامرد قرار گرفته‌اند نیز نسبت به جزئیات الحاق معترض‌اند.